# Frangelico
Frangelico est une liqueur à base de noisette produite à Canale dans le Piémont, en Italie.

## Caractéristiques
L'appellation de cette liqueur trouve son origine dans la présence supposée en ce lieu du célèbre moine et peintre italien Fra Angelico, qui, selon la légende, aurait vécu sur la colline piémontaise au XVe siècle.
Obtenue par distillation de noisettes dans l'alcool, elle est ensuite infusée avec du cacao, des baies de vanille et autres arômes naturels pour être finalement affinée dans des fûts de chêne.
Outre son goût typique de fruits secs, l'originalité du produit vient, aussi, de la forme inhabituelle de sa bouteille; le flacon a été conçu pour ressembler à une robe de moine complétée par une corde blanche nouée autour de la taille. Sa teneur en alcool est de 24° et, elle est couramment vendue en deux contenances : 750 ml et 375 ml.